# Jakubov
Jakubov é um município da Eslováquia, situado no distrito de Malacky, na região de Bratislava. Tem 20,86 km² de área e sua população em 2019 foi estimada em 1638 habitantes.

## Demografia
| Ano:        | 1994 | 2004   | 2014    | 2024    |
| ----------- | ---- | ------ | ------- | ------- |
| Broj ljudi: | 1290 | 1376   | 1592    | 1815    |
| Razlika:    |      | +6,66% | +15,69% | +14,00% |

| Ano:               | 2023 | 2024   |
| ------------------ | ---- | ------ |
| Número de pessoas: | 1799 | 1815   |
| Diferença:         |      | +0,88% |